# 劉承 (蜀漢)
刘承（237年—257年），三国蜀汉宗室，蜀先主刘备曾孙、安平悼王刘理之孙、安平哀王劉胤之子。后主延熙十九年（256年），继承安平王爵位。次年病死，谥号殇王。景耀四年（261年）后主下诏曰：「安平王，先帝所命。三世早夭，国嗣颓绝，朕用伤悼。其以武邑侯辑袭王位。」由于刘承死后无子，由刘理之子刘辑继承王位。

## 資料來源
《三国志·蜀书·二主妃子传》